# Dysponetus pygmaeus
Dysponetus pygmaeus är en ringmaskart som beskrevs av Levinsen 1879. Dysponetus pygmaeus ingår i släktet Dysponetus och familjen Chrysopetalidae. Arten har ej påträffats i Sverige. Inga underarter finns listade i Catalogue of Life.